# Buková hora (638 m)
Buková hora (německy Buchberg) je hora v sousedství Mirošovských stěn v Broumovské vrchovině. Nachází se asi 3 kilometry jihovýchodně od obce Zdoňov v katastrálním území Horní Teplice. Přes vrchol vede žlutá turistická stezka ze Zdoňova do Vernéřovic. V noci ze 30. června na 1. července 1945 zde byly při „divokém odsunu“ zavražděny dvacet tři osoby. Dne 15. září 2002 byl na místě tragédie vztyčen kříž smíření. Ten se stal několikrát terčem vandalských útoků.

## Geologie

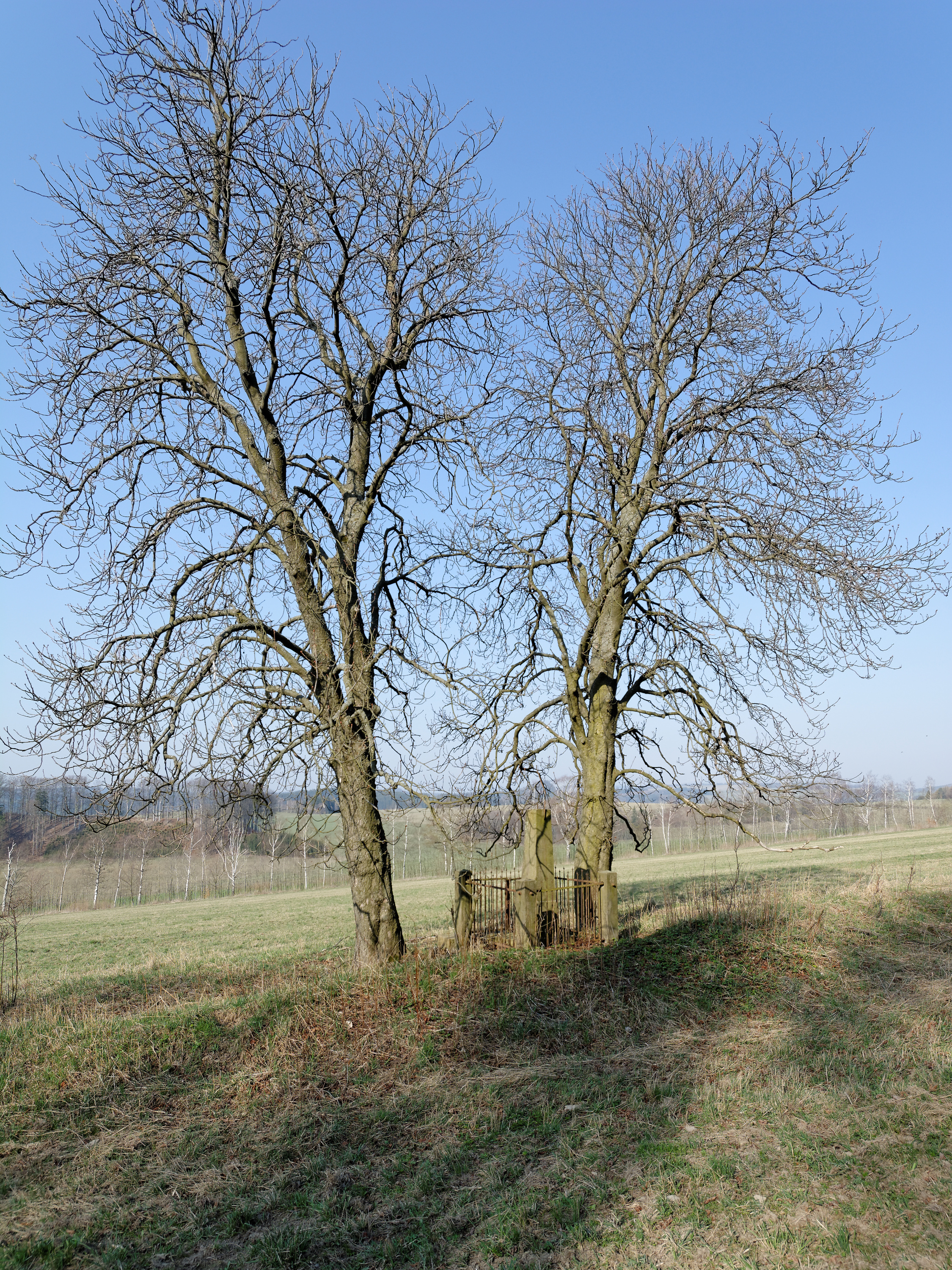
Torzo krucifixu pod Bukovou horou u cesty od Nového Dvoru.

Buková hora představuje východní závěr Chvalečského hřbetu, odděleného Bohdašínským a Pěkovským sedlem od kuesty Broumovských stěn. Hřbet je tvořen glaukonitickými svrchněkřídovými mořskými pískovci korycanských vrstev cenomanského stáří (na rozdíl od turonských pískovců Broumovských stěn; tyto horniny náležejí do hejšovinské litofaciální oblasti české křídové pánve). Chvalečský hřbet, ostře se stáčející před Bukovou horou k jihovýchodu, tvoří západní vnější kuestu Sudetského mezihoří, která u Golińska nabývá výrazné podoby Mirošovských stěn. Je znám také jako Závora (správně jméno pouze jeho západní části, rovnoběžné s pásmem Jestřebích hor), resp. jako Janovické a Zdoňovské kuesty.

## Události roku 1945
Po skončení druhé světové války přišel 24. června 1945 do Teplic nad Metují štábní kapitán Václav Svoboda jako velitel 9. roty 4. pěšího pluku československé armády. Spolu s předsedou místní správní komise Miroslavem Rýdlem a předsedou vyšetřující komise při MSK Václavem Jarošem, současně velitelem stanice SNB v Teplicích nad Metují připravil seznam občanů německé národnosti, kteří měli být přednostně odsunuti. Miroslav Rýdl byl v letech 1933 – 1938 učitelem v teplické české škole.
Ráno 28. června 1945 bylo určeno 58 osob, které si směly vzít pouze majetek o hmotnosti 25 kilogramů. Práce schopní byli posláni na nucené práce, osoby „práce neschopné“ (staří lidé a matky s dětmi – celkem 24 osob) byly dne 28. června 1945 odvedeny na Bukovou horu a odsud odeslány na území Polska. Pohraničníci provizorní polské vlády skupinu vrátili zpět do Teplic. Zde byl ale již jejich majetek rozdělen mezi nové majitele a navrátilci se stali velmi nepohodlnými svědky. Proto byli tito lidé umístěni do místního vězení a v noci z 30. června na 1. červenec 1945 znovu odvedeni stejnou cestou na Bukovou horu, kde byli někteří zastřeleni, jiní ubiti. Jejich majetek byl částečně rozdělen mezi vojáky a částečně spálen. Oběti byly pohřbeny do připravených hromadných hrobů. Mezi zavražděnými byla i jedna žena české národnosti, Marie Wichtreiová (rozená Teimerová, 1911–1945), která ve třicátých letech měla vztah s Miroslavem Rýdlem, ale v roce 1937 se provdala za střelmistra lomu z Dolního Adršpachu Franze Wichtreie. Její zavraždění bylo ospravedlňováno záměnou se stejnojmennou členkou NSDAP. Jedinou osobou, která zavraždění unikla, byla její čtyřletá dcera Irena, kterou tajně předešlý večer odnesl z teplického vězení její dědeček.
Vyšetřování zločinu začalo v červenci 1947. Oběti vraždy byly exhumovány a pohřbeny na hřbitově ve Vysoké Srbské. Po únoru 1948 bylo ale vyšetřování zločinu přerušeno a viníci nebyli nikdy obviněni ani potrestáni. Dostupná svědectví napovídají, že hromadná vražda byla motivována především majetkovými a osobními pohnutkami.
Štábní kapitán Václav Svoboda byl pro další násilné excesy již v červenci 1945 ze své funkce odvolán.

## Kříž smíření
Dne 15. září 2002 byl na místě tragédie vztyčen kříž smíření, který symbolizuje smíření mezi českými a německými občany. Autorem plastiky je sochař a kameník Petr Honzátko. Kříž je věnován nejen třiadvaceti zavražděným, ale všem obětem národnostní nenávisti na Broumovsku. Na stavbu přispělo město Teplice nad Metují částkou 40 000 Kč. Další finanční prostředky poskytli němečtí pamětníci a krajané. Vysvěcení se zúčastnili například Petr Pithart a Bernd Posselt. Podél cesty ze Zdoňova bylo také umístěno 23 neopracovaných kamenů, jeden za každého zavražděného.
V těsném sousedství byl zároveň odhalen pomník, jehož instalaci inicioval Spolek vojenské historie T – S 20 Pláň.
Dne 5. listopadu 2002 byla televizí Nova v pořadu Na vlastní oči odvysílána reportáž, která zkresleně informovala o události a vyvolala řadu negativních reakcí.
Iniciátoři vztyčení kříže (například tehdejší starostka Teplic nad Metují Věra Vítová nebo Jan Piňos, předseda občanského sdružení TUŽ SE BROUMOVSKO a ředitel správy CHKO Broumovsko) byli vystaveni osobním útokům.
Kříž se stal terčem několika vandalských útoků.
- 22. května 2003 byl kříž poškozen kladivem a sprejem namalovány hákové kříže a nápis Hitler hurá[8]
- 29. prosince 2003 byl při pokusu o další poškození pomníku přistižen pachatel předešlého útoku, 68letý důchodce z Prahy. Během zatýkání se pokusil o sebevraždu a vážně se zranil nožem. Následkům těchto zranění v neděli 11. ledna 2004 podlehl.[8]

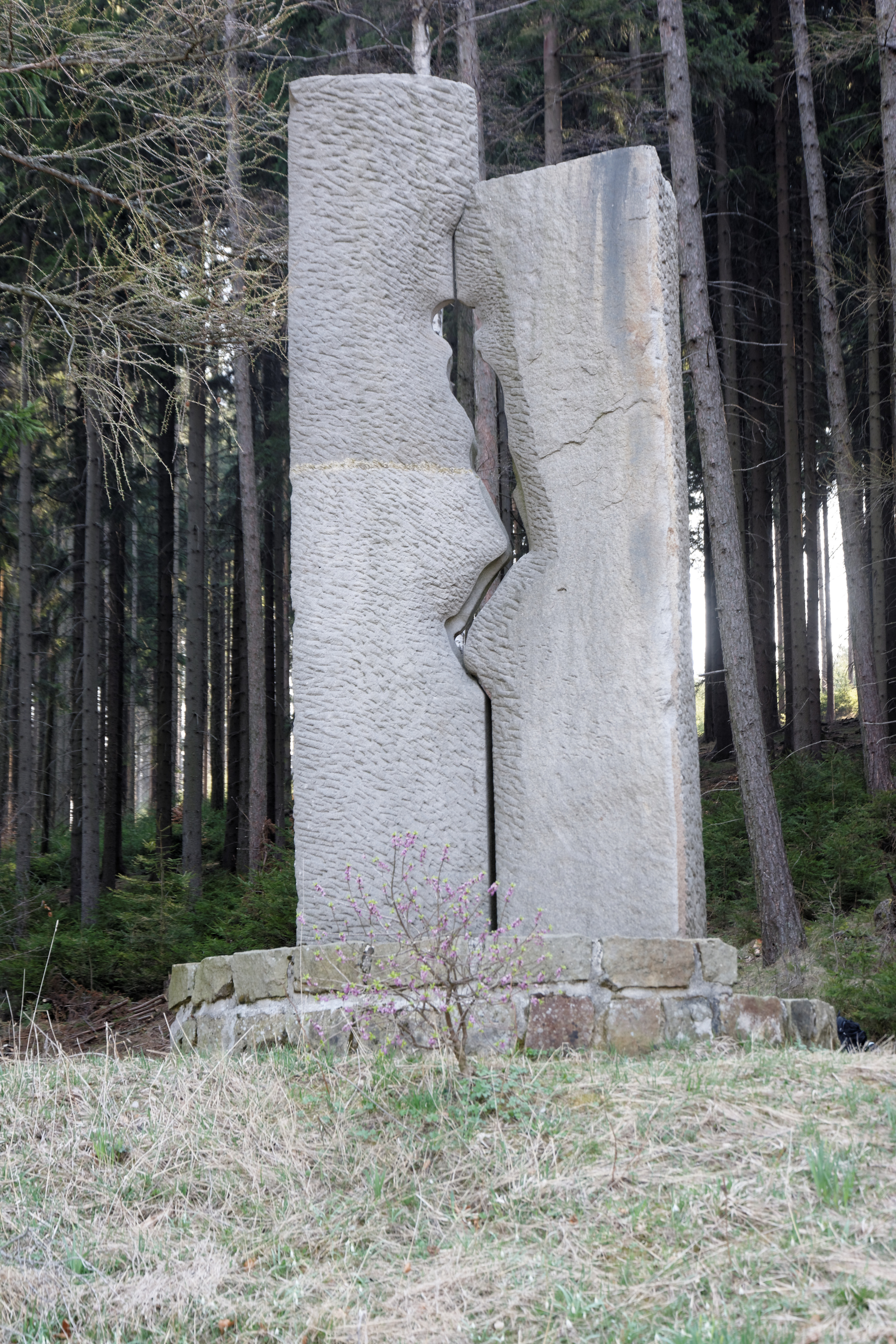
Památník obětem divokého odsunu na Bukové hoře v létě 1945.
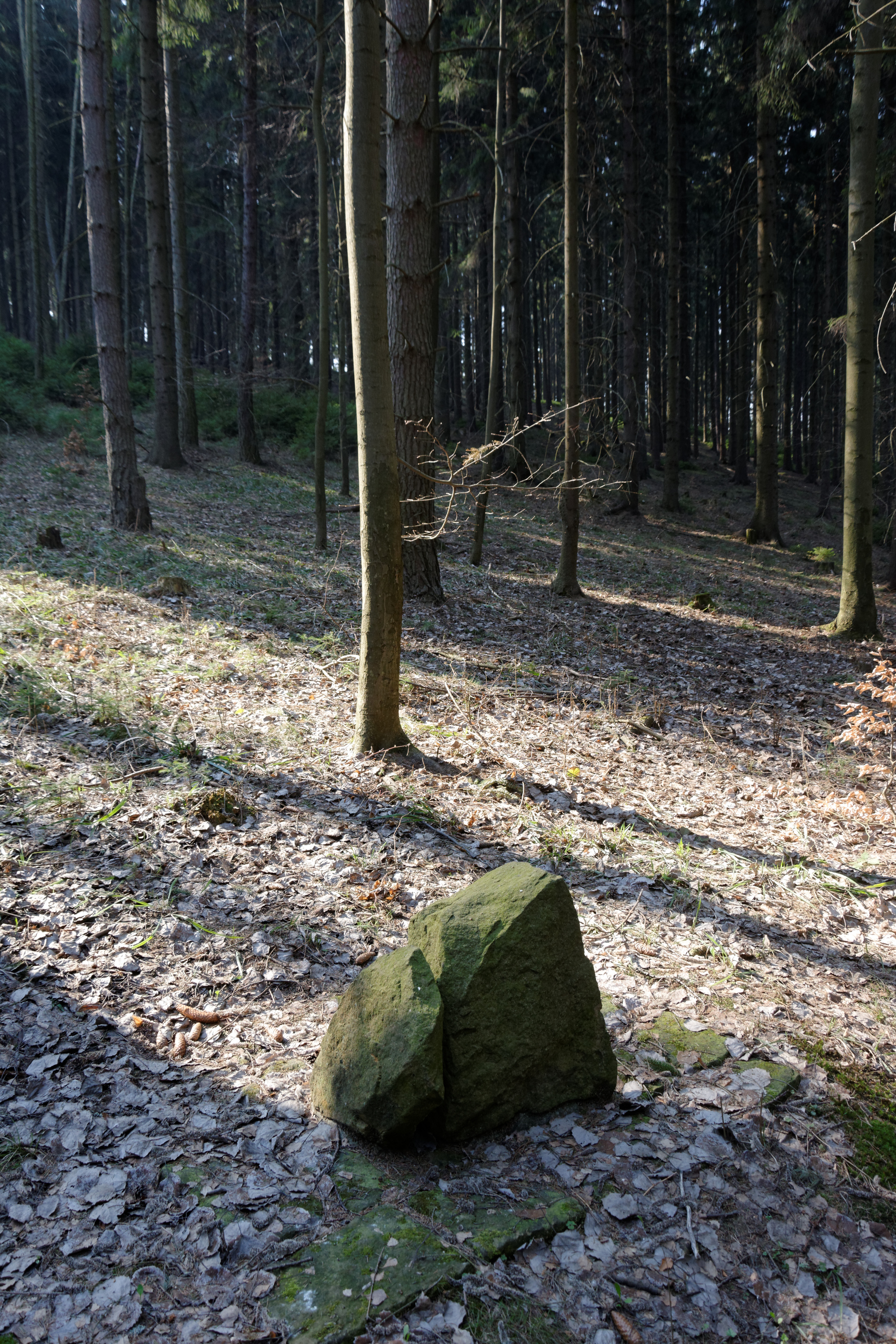
Jeden z 23 balvanů podél cesty do lesního lomu, které symbolizují jednotlivé oběti.
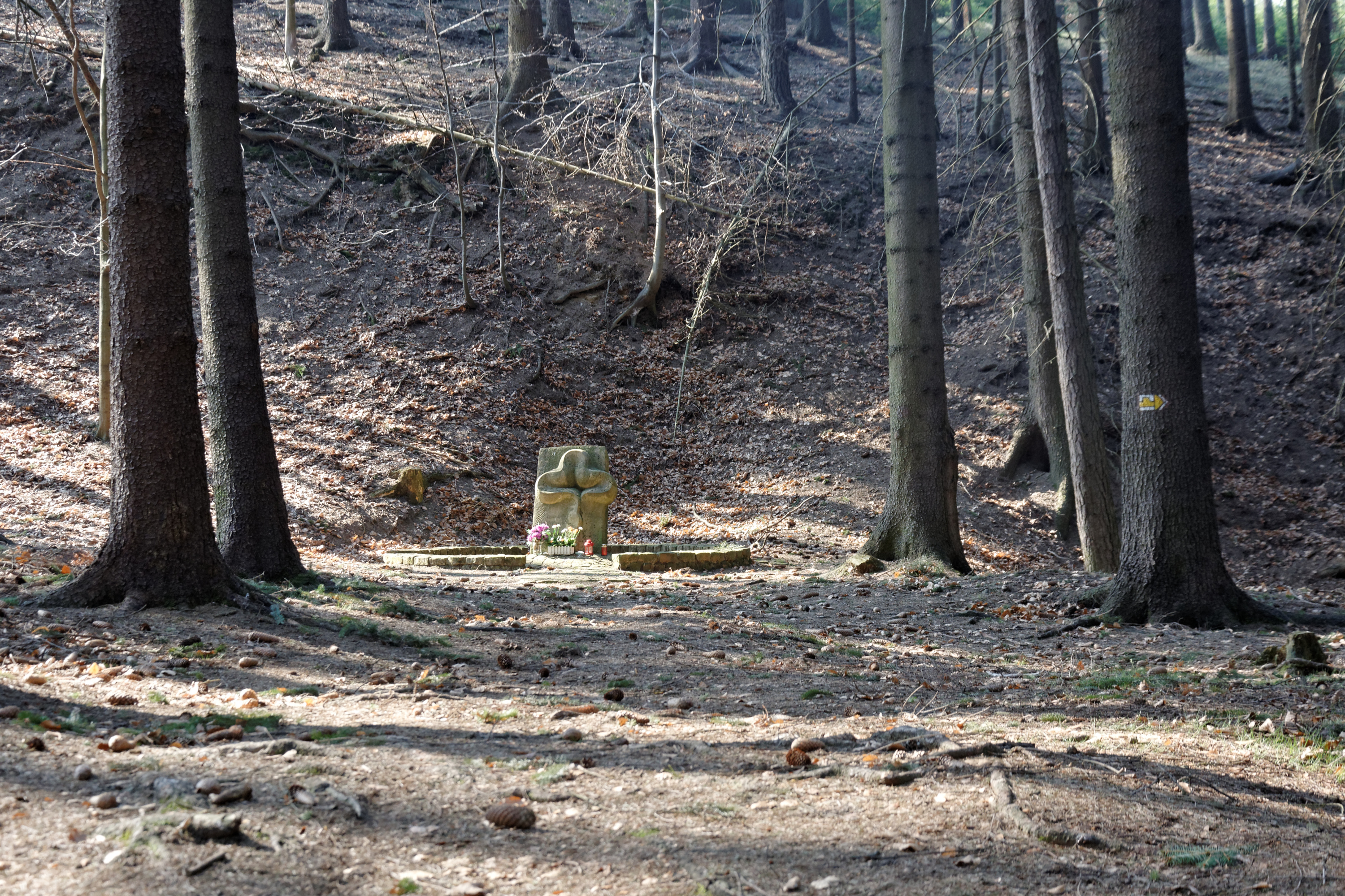
Pomník v lomu.
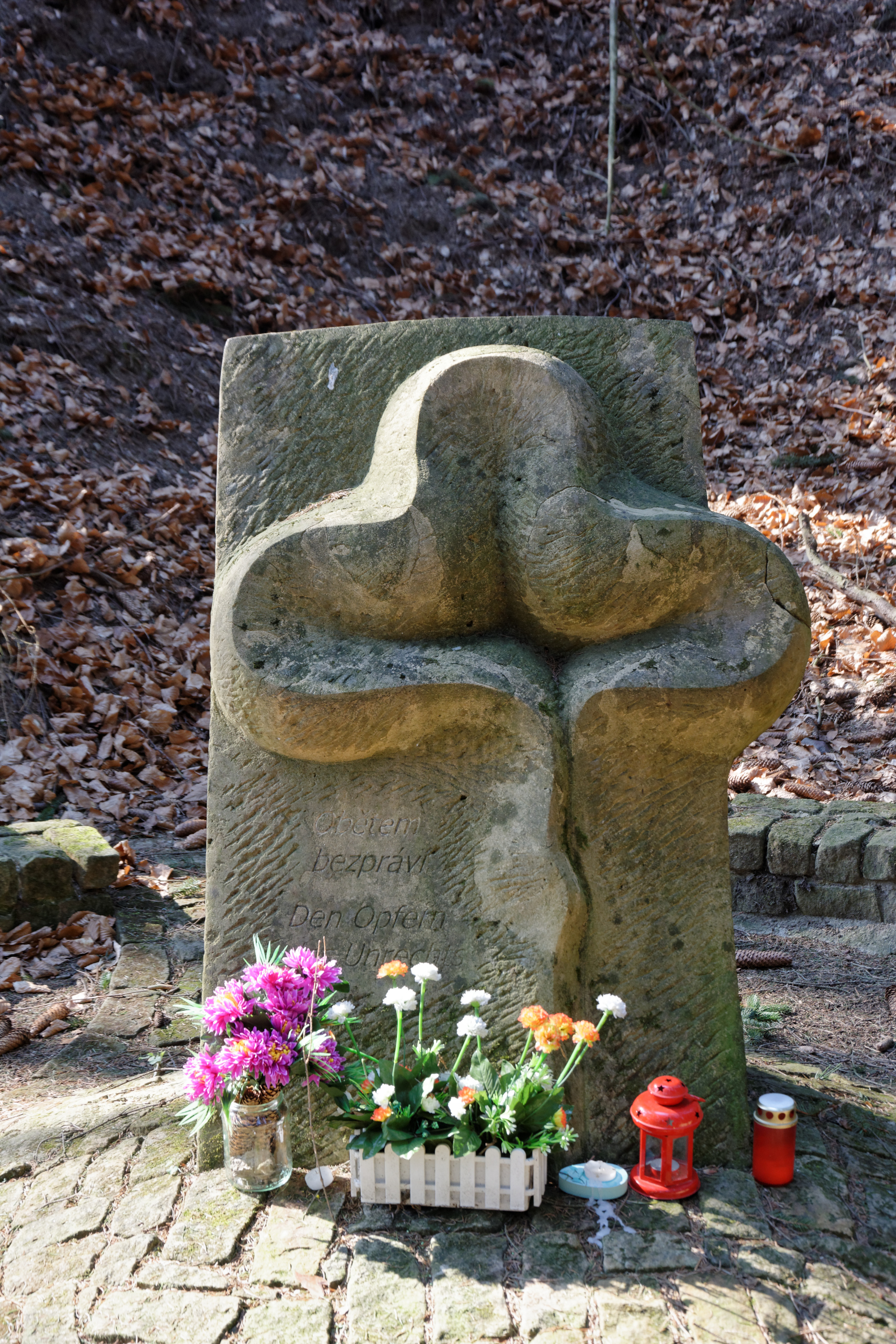
Nápis: Obětem bezpráví - Den Opfern des Unrechts.

## Trigonometrický bod
Na vrcholu hory je umístěn bod základního bodového pole České republiky – trigonometrický bod číslo 16 "Buk" (triangulační list 0910).